# Victor Gurney Logan Van Someren
Victor Gurney Logan Van Someren (Melbourne, 6 oktober 1886 - 24 juli 1976) was een  was Britse ornitholoog en entomoloog.

## Biografie
Victor werd geboren tijdens een verlofperiode van zijn ouders in Australië. Zijn vader was Robert Garling van Someren (1852-1931). Robert Garling was een bekende jurist, werkzaam op Penang en in Singapore. Victors overgrootvader was een Nederlandse bestuursambtenaar in Nederlands-Indië, dat na 1811 onder Brits bestuur kwam, waarbij hij (als krijgsgevangene) op Malakka belandde. Victors moeder, Alice Logan, verhuisde met haar zoons naar Schotland. Daar studeerde Victor geneeskunde, tandheelkunde en dierkunde aan het George Watson's College van de  Universiteit van Edinburgh. Van Someren trad in 1911 als arts in koloniale dienst in Brits-Oost-Afrika en woonde in Nairobi. Hij was zeer geïnteresseerd in onder andere vogels, net als zijn broer die al eerder in Oost-Afrika verbleef en daar vogels verzamelde. In 1916 publiceerde hij daarover in Ibis.
Van Someren had een groot netwerk van Afrikaanse verzamelaars die onder supervisie van koloniale ambtenaren overal in Oost-Afrika specimens van dieren verzamelden. Hij werkte daarbij samen met musea in Groot-Brittannië en de Verenigde Staten waaronder het Tring Museum, Natural History Museum en het Field Museum of Natural History in Chicago. In 1949 bevatte de door Van Someren bijeengebrachte collectie 17.000 specimens. Van Someren was een veelzijdig veldbioloog die zowel geïnteresseerd was in vogels, zoogdieren als insecten. Hij verzamelde ook planten die hij naar Kew Gardens stuurde.  Verder maakte hij foto's en afbeeldingen in kleur van vogels die in diverse publicaties zijn gebruikt. In 1959 had hij al 300.000 insecten naar het Natural History Museum gestuurd en later nog eens 16.000 vlinders naar onder ander Amerikaanse musea. Tussen 1920 en 1939 schreef hij een groot aantal artikelen over zowel vogels als insecten in het tijdschrift van het Natural Museum.
Sinds 1911 was hij lid van de  East Africa and Uganda Natural History Society en in 1914 werd hij honorary secretary. In 1932 werd hij gepensioneerd als ambtenaar in koloniale dienst en in 1940 trok hij zich terug op een landgoed even buiten Nairobi. In de jaren 1930 ijverde hij voor de oprichting van het Coryndon Museum in Nairobi. Hij was daar eerst conservator en in 1938 de eerste directeur.
Hij is de soortauteur van een groot aantal soorten vlinders, steekmuggen en vogels. Op de IOC World Bird List staan vijf vogelsoorten, waaronder de bruinkoperemomela (E. turneri) en bijna 60 ondersoorten die door hem zijn beschreven.
Hij verwierf diverse onderscheidingen voor zijn systematisch werk onder andere de Anders Jahan Retziusmedaille van de Universiteit van Lund, verder was hij lid van de Linnean Society of London.

## Publicaties (selectie)
- Bird Life in Uganda
- Notes on Birds of Uganda and East Africa
- with Thomas Herbert Elliot Jackson, 1952 The Charaxes etheocles-ethalion complex: a tentative reclassification of the group (Lepidoptera: Nymphalidae). Transactions of the Royal Entomological Society of London 103:257-284.
- with Jackson, T.H.E., 1957 The Charaxes etheocles-ethalion complex (Lepidoptera: Nymphalidae). Supplement No. 1. Annals of the Transvaal Museum 23:41-58.
- Een tiental artikelen over het soorten complex Charaxes in het Bulletin of the British Museum